# 崇阳眼子菜
崇阳眼子菜（学名：Potamogeton chongyangensis）为眼子菜科眼子菜属下的一个种。

## 扩展阅读
- 維基物種上的相關：崇阳眼子菜